# Adrian Honkisz
Adrian Honkisz (27 februari 1988) is een Pools wielrenner die onder andere actief was voor Wibatech Merx 7R. Hij werd in 2008 tweede in het Pools kampioenschap op de weg bij de beloften. In datzelfde jaar maakte hij ook deel uit van de Poolse beloftenselectie op het wereldkampioenschap in Varese, de finish haalde hij echter niet.

## Belangrijkste overwinningen
2009
2e etappe Ronde van Marokko
2010
2e en 3e etappe Carpathia Couriers Path
Eindklassement Carpathia Couriers Path
2e etappe Szlakiem Walk Majora Hubala
2012
Bergklassement Ronde van Slowakije
4e etappe Koers van de Olympische Solidariteit
2013
Beker van de Subkarpaten
2014
3e etappe deel A Sibiu Cycling Tour (ploegentijdrit)
2015
Beker van de Subkarpaten
2018
Bergklassement Ronde van Małopolska

## Resultaten in voornaamste wedstrijden
| Jaar | Milaan-San Remo | Amstel Gold Race | Ronde van Lombardije | Eschborn-Frankfurt |
| ---- | --------------- | ---------------- | -------------------- | ------------------ |
| 2010 |                 |                  |                      | 24e                |
| 2014 |                 | opgave           |                      | 21e                |
| 2015 |                 |                  | 86e                  |                    |
| 2016 | 170e            |                  |                      | 34e                |

## Ploegen
- 2007 –  Miche
- 2009 –  CCC Polsat Polkowice
- 2010 –  CCC Polsat Polkowice
- 2011 –  CCC Polsat Polkowice
- 2012 –  CCC Polsat Polkowice[1]
- 2013 –  CCC Polsat Polkowice
- 2014 –  CCC Polsat Polkowice
- 2015 –  CCC Sprandi Polkowice
- 2016 –  CCC Sprandi Polkowice
- 2017 –  Wibatech 7R Fuji
- 2018 –  Wibatech Merx 7R

Banaszek · Brożyna · Černý · Großschartner · Hirt · Honkisz · Kaczmarek · Kiendyś · Kurek · Latoń · Małecki · Marycz · Matysiak · Michajlov · Mrożek · Owsian · Paluta · de la Parte · Paterski · Pluciński · Ponzi · Rebellin · Samojlaw · Stępniak · Stosz · Szmyd · Taciak
Banaszek · Bogusławski · Honkisz · Janiszewski · Kistowski · Marycz · Morajko · Paterski · Roithmeier · Rutkiewicz · Stępniak · Sykała · Warchoł